# ファミレス (小説)
『ファミレス』は、重松清の小説。2013年に日本経済新聞出版社より出版された。
2017年に映画化作品『恋妻家宮本』が公開。

## 映画
『恋妻家宮本』（こいさいかみやもと）のタイトルで2017年1月28日に公開された。監督・脚本は遊川和彦が務め、本作は遊川の映画初監督作品となる。

### キャスト
- 宮本陽平 - 阿部寛[3]（大学時代：工藤阿須加）[4]
- 宮本美代子 - 天海祐希[3]（大学時代：早見あかり）[4]
- 五十嵐真珠 - 菅野美穂[4]
- 門倉すみれ - 相武紗季[4]
- 井上尚美 - 奥貫薫
- 五十嵐幸次 - 佐藤二朗[4]
- 井上礼子 - 富司純子[4]
- 宮本正 - 入江甚儀
- 宮本優美 - 佐津川愛美
- 井上克也 - 浦上晟周
- 菊池原明美 - 紺野彩夏
- 井上エミ - 豊嶋花
- 陽平の母 - 渡辺真起子
- 陽平の父 - 関戸将志
- 時森 - 柳ゆり菜

### スタッフ
- 原作 - 重松清『ファミレス』
- 監督・脚本 - 遊川和彦[1]
- 製作 - 中村理一郎、市川南
- 共同製作 - 髙橋誠、茂田遥子、大川ナオ、堀内大示、市村友一、吉川英作、荒波修
- プロデューサー - 福山亮一、三木和史
- 共同プロデューサー - 上田太地
- 劇中歌 - 吉田拓郎
- 音楽 - 平井真美子
- 撮影 - 浜田毅
- 照明 - 高屋齋
- 録音 - 南徳昭
- 美術 - 金勝浩一
- 装飾 - 高畠一朗
- 編集 - 村上雅樹
- 音響効果 - 斎藤昌利
- VFX - 小坂一順
- 衣裳 - 片柳利依子
- ヘアメイク - 小泉尚子、原田ゆかり
- スクリプター - 八木美智子
- 助監督 - 菅原丈雄
- 製作担当 - 今井尚道
- ラインプロデューサー - 本島章雄
- 配給 - 東宝
- 制作プロダクション - ビデオプランニング
- 製作 - 映画「恋妻家宮本」製作委員会（電通、東宝、KDDI、ビデオプランニング、茂田オフィス、研音、KADOKAWA、朝日新聞社、日本出版販売、GYAO）